# Marquês de Sesimbra
Marquês de Sesimbra é um título nobiliárquico criado por D. Luís I de Portugal, por Decreto de 3 de Fevereiro de 1864, em favor de D. Tomás de Sousa Holstein.
Titulares
1. D. Tomás de Sousa Holstein, 1.º Marquês de Sesimbra.

Após a Implantação da República Portuguesa, e com o fim do sistema nobiliárquico, usaram o título: 
1. António José Pio de Sousa e Holstein Brandão de Melo, 2.º Marquês de Sesimbra;
2. Ana Aranha Brandão de Melo, 3.ª Marquesa de Sesimbra.[2]